# 妹尾愛子
妹尾愛子（日语：／ Senoo Aiko），通稱小愛(あいちゃん)，是日本動畫『小魔女DoReMi』中的架空角色之一，也是系列作中的主角之一，隸屬魔法堂(MAHO堂)的其中一名「小麻煩魔女」，日本配音員為松岡由貴，中文版配音員為雷碧文和謝佼娟(第一部第3集)，粵語配音員為鄭麗麗。

## 個人設定
1990年（平成2年） 11月14日出生，天蠍座，血型O型。
父親是計程車司機妹尾幸治，母親是住在大阪阪南市從事看護的岡村敦子，兩人在小愛四歲時就已經離婚，目前和父親同住一起，和母方家庭還有一個的外公岡村惣一及一名舅舅，最後因為外公的同意重新使得父母破鏡重圓的願望成真。
在大阪府大阪市西成區天下茶屋的附近出生，三年級時搬到架空的城市美空市美空町，並轉入美空市立美空第一小學就讀，就讀班級為3年2班⇒4年2班⇒5年2班⇒6年2班，畢業之後回到阪南市就讀國中，高中時跟著父母搬回來美空市，並就讀美空高中，隨後以未來成為奧運馬拉松選手為目標，並以優秀體育成績推甄上早稻田大學的運動科學部。
見習生服裝顏色為藍色，作為隨從的精靈為「咪咪」，波龍的音色為口琴音調，剛好對應其擅長的口琴，使用魔法的咒語為「帕美魯克拉魯克 拉哩摟哩波噴」。魔幻舞台咒語為「帕美魯克拉魯克 樂音高亢」。皇家使者咒語為｢帕美魯克 皇家使者｣。
說話的自稱用的是關東女性常見的我(あたし)，而不是大阪女性常用的うち，在與母親相處時才會用愛子來自稱。
在DoReMi一行人中是唯一一個用大阪腔的特例。
高中時原本是以成為短跑選手為目標，但因為短跑比賽而導致阿基里斯腱斷裂而住院，經過判定後已無法再進行短跑，導致其目標變做成為馬拉松選手。
多數用魔法變身成小花嬰兒時期對外宣稱的母親。
小說結局時代表日本參加倫敦奧運的馬拉松項目，但未能拿到金牌，其後更以里約奧運為目標而努力者。
人物設定出起先自於東堂泉製作群對於小學生的問卷調查，但調查結果卻無意間發現日本單親家庭驚人的數量，為了使觀眾重視這個問題，於是山田隆司便參考一位暱稱相同，且童年時期父母就離異的友人為藍本創造出了小愛，用以鼓舞生長於單親家庭的孩子們。

## 成為魔女見習生
因為DoReMi的失誤，導致她與初貴發現了DoReMi的魔女見習生身份，連帶導致了魔女莉卡和精靈拉拉的身份曝光，所以與羽月跟著成為了魔女見習生，成為魔女的動機為「希望能讓父親可以過得更幸福」。
初次施魔法時不但記不住咒語，記住咒語後在變出章魚燒時卻因為技術太生疏而變出了原隻的烤章魚，被魔女莉卡吐槽又多一個小麻煩魔女。
初期三位主角中最快學會騎乘飛天掃帚，可是是用威壓逼掃帚聽話的。
第一部結尾在應考第一級見習測驗時與DoReMi騎飛天掃帚時被同班同學島倉香織目擊，並因此導致四人魔女身分全部曝光。
為了讓父母破鏡重圓，多次努力仍不得要領之時曾絕望得差點使用改變父母思想的禁忌魔法，但因為DoReMi等人的察覺而及時阻止，避免了被魔法反噬的後果。
在魔女世界的忘年會表演翻花繩，讓魔女們大開眼界，從而成功通過第二級見習生測驗。
升高中前的國小同學會結束後與好友DoReMi和初貴無意間又再次來到了魔法堂，再次成為魔女見習生。。

## 人物

### 外表
特徵為藍色短髮和圓亮的額頭，頭上還有一根呆毛。
服裝非常男性化，除了著見習生服裝和與母親單獨見面外幾乎是不穿裙子，服裝為第一期與第二期的綠色T恤搭配肩膀袋子時常會滑下的藍色連身牛仔褲，以及第三期開始的綠色T恤外搭配黃土色背心，再加上工作褲。
雖然外觀十分粗野中性，但亦有女性化的時候，也表示自己的個性不適合戴女孩子的手鍊。

### 個性
就如同外觀一樣，個性也相當男孩子氣且帶有大姐頭氣質，但也有如同普通小女孩般溫柔的時候，但礙於心理的因素而不敢隨意表現出來。
初期個性和說話很直接，曾無惡意的說羽月沒有什麼存在感，更曾經因為這點差點和音符友情決裂，後期利用自身經驗開導在美國成長說話也相當直接的小桃子。
因為身處單親家庭的關係，所以家事萬能，幾乎少有不會的事情，也讓最初對小愛不滿且罕有幫忙家事的DoReMi感到慚愧。
不喜歡受到別人同情，也造就了自己堅強的個性。
初期脾氣較為剛烈，也是唯一一個敢魔女莉卡施以蠻力的角色。
除DoReMi外最愛護小花的一位，因為有著母親無法陪伴在身邊的實際情況，所以很能體會小花需要母愛的感受，反之會對照顧不周而讓小花陷入痛苦的同伴說出重話。
生意頭腦優秀，且非常機智。
童年目睹母親被憤怒的外公呼巴掌，導致對男性的老年人一直有強烈的恐懼，但後來經由DoReMi的爺爺春風雄介和魔法堂的夥伴開導後才得以克服。
起先以為父母離婚的主因是為了自己在四歲時摔傷而引發的爭執，所以一直對此事相當自責，但實際上是母親因為工作時不小心令懷有的第二胎流產，導致父母爭執後而導致離婚。

### 興趣與嗜好
非常擅長做章魚燒，曾表示未來的夢想是經營章魚燒店。
對烤番薯、火鍋、咖哩這三樣食物的烹調過程相當嚴謹，充分表現了大阪人重視食物的個性，在料理這三樣食物時個性會變得非常霸道及強勢，被DoReMi一夥人稱為「奉行」(對食物要求烹調要完美的角色)。
最擅長的樂器是口琴(同時也是波龍的音調)，特別珍惜幼時父母一起花錢買給她的那支，就算「Fa」的音已經吹不出來也不願意丟掉。
除了不會游泳之外的運動神經非常優秀，班上沒有男生能贏過她，甚至能輕鬆抓住關老師投出的粉筆，在中學時還在田徑方面跑出了全國第三的優秀成績。
對搞笑有一定的要求，曾對豐建二人組的搞笑進行訓練和糾正，但自己幾乎沒表現過，偶而會有與DoReMi類似相聲的表現，除此之外也臨機應變用過腹語術的方式幫助同班同學宮本正張競選學生會長。

### 朋友關係
友人和魔女們主要稱呼「小愛」，而級任老師和男生們通常稱呼其姓氏「妹尾」，魔女莉卡是稱呼其名「愛子」，玉木麗香和島倉則稱呼「妹尾同學」。
很容易跟人相處，在轉學的第一天就成為班上受歡迎的風雲人物，不少女學生對她也相當崇拜。
與橫川幸子相當要好，在小說中總是演女主角，經常和專門扮演男主角的幸子共演。
領導能力優秀，被SOS三重奏當作大姐頭尊敬著，分別被分別稱呼「隊長」、「社長」和「艦長」。
受到FLAT4的里昂愛慕，雖然總是被對方挑戰運動，但都能輕鬆取勝，也對里昂相當沒轍。
在大阪有一位自作多情，綽號千里馬的青梅竹馬有馬建一， 原本小愛是害怕不會游泳事情曝光而與之訂下婚約，對他如對里昂般沒轍，國中時期有與他交往，但最後一怒之下與他分手。
大學後再度與就讀早稻田教育學系的千里馬相見，但對其已經放棄大阪腔且毫不在意的輕浮態度感到火大。

### 其他
漫畫版一開始就與DoReMi和初貴就是同班同學及好朋友，且同時識破了魔女莉卡的身份。
除體育外的其他課目成績雖然略優於DoReMi，但整體成績似乎也不是太好。
因為幼年跟父親洗澡時差點被父親不小心弄死而不會游泳，後來克服了這點並成功讓千里馬回家。
在魔法堂的五名主要小魔女當中是唯一一位沒有關於慶祝生日集數的角色。
教授羽月「魔女莉卡比鬼怪還恐怖」觀念與發明「魔女莉卡」這個避邪咒語的始作俑者，後來因為羽月和小桃子實在念得太多而感到心煩，最後禁止她們再繼續念下去。
轉學過來的兩年間學校因為發生各項事情所以都開不成游泳課，還被魔法堂的夥伴們腦補是小愛在暗中作怪。
阪神虎隊的球迷，也因此和身為讀賣巨人隊的球迷兼天敵的高中班導八卷六郎幾乎是水火不容。
高中時因為母親的升任當看護中心的負責主任，並調職到美空市的郊區的新分所，同時父親也回到玉木父親的公司上班，所以又回到美空市就讀美空高中。
負責為小愛配音的松岡由貴自己本身也是單親家庭出生的大阪人，因為在前一部作品夢幻蠟筆王國的配音表現讓人驚訝，外加製作團隊為了鼓舞有著相同經歷的學童觀眾，所以山田隆司很快就決定找松岡由貴來替小愛配音，成為最初決定好配音員的角色之一。
早期設定的見習生服裝的顏色候選曾有紅色。